# District de Weiyang (Yangzhou)
Pour les articles homonymes, voir Weiyang.
Le district de Weiyang (维扬区 ; pinyin : Wéiyáng Qū) est une subdivision administrative de la province du Jiangsu en Chine. Il est placé sous la juridiction de la ville-préfecture de Yangzhou.